# گروه B جام جهانی فوتبال ۲۰۲۲

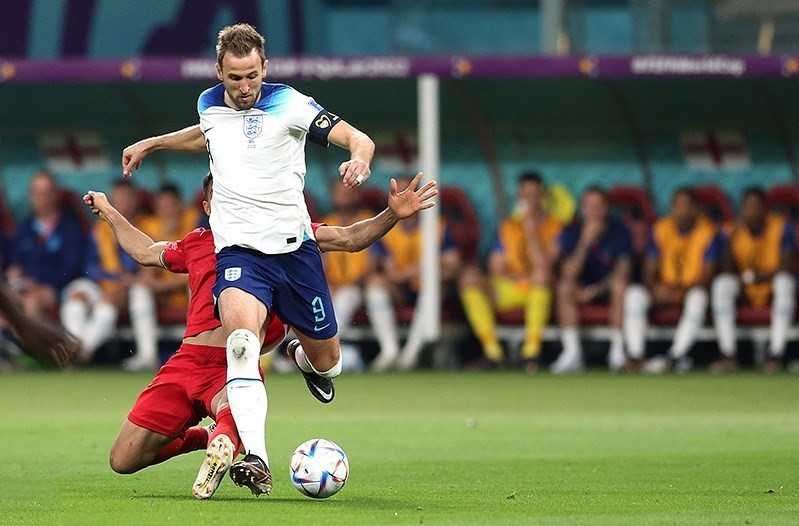
مصاف تیم‌های ایران و انگلیس از مسابقات گروه B

گروه B یکی از هشت گروه جام جهانی فوتبال ۲۰۲۲ است که شامل چهار تیم می‌باشد. این گروه متشکل از انگلستان، ایران، ایالات متحده آمریکا و ولز است. مسابقات آن از ۲۱ تا ۲۹ نوامبر ۲۰۲۲ (۳۰ آبان تا ۸ آذر ۱۴۰۱) برگزار شد. دو تیم برتر به مرحله یک‌هشتم نهایی صعود کردند و دو تیم دیگر حذف شدند. گروه B به‌طور گسترده به عنوان «گروه مرگ» برای این جام جهانی شناخته شده است که دارای بالاترین میانگین رده‌بندی جهانی فیفا در بین هر گروهی است. همچنین به دلیل روابط تیره بین ایران و دو کشور غربی ایالات متحده آمریکا و انگلستان، حساسیت سیاسی خاصی روی این گروه وجود داشت.
از نظر رده‌بندی جهانی فیفا، تیم‌های حاضر در این گروه، بالاترین میانگین رتبه را نسبت به سایر گروه‌ها دارند و به همین دلیل برخی از کارشناسان، این گروه را شایسته عنوان گروه مرگ دانسته‌اند.

اما سرانجام دو تیم انگلستان و آمریکا توانستند به مرحله یک هشتم نهایی صعود کنند.

## تیم‌ها
| جایگاه قرعه | تیم                 | گلدان | کنفدراسیون | نحوه‌ی راه‌یابی                 | تاریخ راه‌یابی  | تعداد حضور | آخرین حضور | بهترین عملکرد گذشته                        | رده‌بندی فیفا | رده‌بندی فیفا |
| جایگاه قرعه | تیم                 | گلدان | کنفدراسیون | نحوه‌ی راه‌یابی                 | تاریخ راه‌یابی  | تعداد حضور | آخرین حضور | بهترین عملکرد گذشته                        | مارس ۲۰۲۲    | اکتبر ۲۰۲۲   |
| ----------- | ------------------- | ----- | ---------- | ----------------------------- | -------------- | ---------- | ---------- | ------------------------------------------ | ------------ | ------------ |
| B1          | انگلستان            | ۱     | یوفا       | تیم اول گروه I یوفا           | ۱۵ نوامبر ۲۰۲۱ | ۱۶ بار     | ۲۰۱۸       | قهرمان ۱۹۶۶                                | ۵            | ۵            |
| B2          | ایران               | ۳     | آسیا       | تیم اول مرحلهٔ سوم آسیا گروه A | ۲۷ ژانویه ۲۰۲۲ | ۶ بار      | ۲۰۱۸       | مرحلهٔ گروهی (۱۹۷۸، ۱۹۹۸، ۲۰۰۶، ۲۰۱۴، ۲۰۱۸) | ۲۱           | ۲۰           |
| B3          | ایالات متحده آمریکا | ۲     | کونکاکاف   | تیم سوم کونکاکاف              | ۳۰ مارس ۲۰۲۲   | ۱۱ بار     | ۲۰۱۴       | مقام سوم (۱۹۳۰)                            | ۱۵           | ۱۶           |
| B4          | ولز                 | ۴     | یوفا       | برندهٔ مسیر A مرحلهٔ دوم یوفا   | ۵ ژوئن ۲۰۲۲    | ۲ بار      | ۱۹۵۸       | مرحله یک چهارم نهایی (۱۹۵۸)                | ۱۸           | ۱۹           |

یادداشت‌ها
1. ↑  از رده‌بندی مارس ۲۰۲۲ برای قرعه‌کشی نهایی استفاده شد.

## جدول
| رتبه | تیم                 | ب | پ | م | ش | گ‌ز | گ‌خ | ت‌گ | ا | راه‌یابی            |
| ---- | ------------------- | - | - | - | - | -- | -- | -- | - | ------------------ |
| ۱    | انگلستان            | ۳ | ۲ | ۱ | ۰ | ۹  | ۲  | ۷+ | ۷ | صعود به مرحله حذفی |
| ۲    | ایالات متحده آمریکا | ۳ | ۱ | ۲ | ۰ | ۲  | ۱  | ۱+ | ۵ | صعود به مرحله حذفی |
| ۳    | ایران               | ۳ | ۱ | ۰ | ۲ | ۴  | ۷  | ۳– | ۳ |                    |
| ۴    | ولز                 | ۳ | ۰ | ۱ | ۲ | ۱  | ۶  | ۵− | ۱ |                    |

منبع: فیفا

قوانین رتبه‌بندی: رتبه بندی

در مرحله یک‌هشتم نهایی:
- تیم اول گروه B مقابل تیم دوم گروه A قرار می‌گیرد.
- تیم دوم گروه B مقابل تیم اول گروه A قرار می‌گیرد.

## مسابقات
تمامی زمان‌ها به وقت محلی هستند (یوتی‌سی ۳+).

### انگلستان مقابل ایران
این دو تیم پیش از این تابحال باهم دیداری نداشتند.
| انگلستان | ۶–۲   | ایران |
| -------- | ----- | ----- |
|          | گزارش |       |

### ایالات متحده آمریکا مقابل ولز
دو تیم دو بار به مصاف یکدیگر رفتند که هر دو دیدار دوستانه بود. ایالات متحده آمریکا در دیدار سال ۲۰۰۳ با نتیجه ۲–۰ به برتری رسید و دیدار بعدی در سال ۲۰۲۰ بدون گل مساوی شد.

| ایالات متحده آمریکا | ۱–۱   | ولز |
| ------------------- | ----- | --- |
|                     | گزارش |     |

### ولز مقابل ایران
دو تیم یک بار در یک دیدار دوستانه در سال ۱۹۷۸ به مصاف یکدیگر رفتند که با نتیجه ۱–۰ به سود ولز به پایان رسید.

| ولز | ۰–۲   | ایران |
| --- | ----- | ----- |
|     | گزارش |       |

### انگلستان مقابل ایالات متحده آمریکا
دو تیم دو بار در جام جهانی به مصاف یکدیگر رفته‌اند که یک‌بار آمریکا در جام جهانی ۱۹۵۰ با نتیجه ۱–۰ به پیروزی رسید و بار دیگر در جام جهانی ۲۰۱۰ با نتیجه ۱–۱ به تساوی رسیدند.
| انگلستان | ۰–۰   | ایالات متحده آمریکا |
| -------- | ----- | ------------------- |
|          | گزارش |                     |

### ولز مقابل انگلستان
دو تیم ۱۰۳ بار به مصاف یکدیگر رفتند که آخرین بار در یک دیدار دوستانه در سال ۲۰۲۰ با نتیجه ۳–۰ به سود انگلستان به پایان رسید. این دو تیم تا کنون در جام جهانی مقابل یکدیگر قرار نگرفتند، اما در دو مسابقهٔ منتسب به مسابقات قهرمانی خانگی بریتانیا که به عنوان مسابقات مقدماتی جام جهانی لحاظ شد (در سال‌های ۱۹۴۹ و ۱۹۵۳) و همچنین در مسابقات مقدماتی جام جهانی برای دوره‌های ۱۹۷۴ و ۲۰۰۶ با هم دیدار کردند. تنها دیداری که در یک تورنمنت رسمی به مصاف یکدیگر رفتند در مرحلهٔ گروهی یورو ۲۰۱۶ بود که با برتری ۲–۱ انگلستان به پایان رسید.

| ولز | ۰–۳   | انگلستان |
| --- | ----- | -------- |
|     | گزارش |          |

### ایران مقابل ایالات متحده آمریکا
دو تیم دو بار به مصاف یکدیگر رفته‌اند که یک‌بار ایران در جام جهانی ۱۹۹۸ با برتری تاریخی ۲–۱ به پیروزی رسید و بار دیگر در یک دیدار دوستانه در سال ۲۰۰۰ با نتیجه ۱–۱ به تساوی رسیدند.
| ایران | ۰–۱   | ایالات متحده آمریکا |
| ----- | ----- | ------------------- |
|       | گزارش |                     |

## موارد انضباطی
در صورت تساوی قوانین رتبه‌بندی تیم‌ها در مرحلهٔ گروهی چه در مجموع و چه در رو در رو، از امتیاز موارد انضباطی یا به اصطلاح بازی جوانمردانه به عنوان یک قانون رتبه‌بندی استفاده می‌شود. این موارد بر اساس کارت‌های زرد و قرمز دریافتی در تمامی مسابقات گروهی است که به شرح زیر محاسبه می‌شود:
- کارت زرد اول: منفی ۱ امتیاز
- کارت قرمز غیرمستقیم (کارت زرد دوم): منفی ۳ امتیاز
- کارت قرمز مستقیم: منفی ۴ امتیاز
- کارت زرد و کارت قرمز مستقیم: منفی ۵ امتیاز

فقط یکی از امتیازهای منفی فوق را می‌توان برای یک بازیکن در یک مسابقه اعمال کرد.
| تیم                 | مسابقه ۱ | مسابقه ۱                      | مسابقه ۱ | مسابقه ۱               | مسابقه ۲ | مسابقه ۲                      | مسابقه ۲ | مسابقه ۲               | مسابقه ۳ | مسابقه ۳                      | مسابقه ۳ | مسابقه ۳               | امتیاز |
| تیم                 |          | Yellow card · Yellow-red card | Red card | Yellow card · Red card |          | Yellow card · Yellow-red card | Red card | Yellow card · Red card |          | Yellow card · Yellow-red card | Red card | Yellow card · Red card | امتیاز |
| ------------------- | -------- | ----------------------------- | -------- | ---------------------- | -------- | ----------------------------- | -------- | ---------------------- | -------- | ----------------------------- | -------- | ---------------------- | ------ |
| انگلستان            |          |                               |          |                        |          |                               |          |                        |          |                               |          |                        | ۰      |
| ایران               | ۲        |                               |          |                        | ۲        |                               |          |                        |          |                               |          |                        | ۴-     |
| ایالات متحده آمریکا | ۴        |                               |          |                        |          |                               |          |                        |          |                               |          |                        | ۴-     |
| ولز                 | ۲        |                               |          |                        | ۱        |                               | ۱        |                        |          |                               |          |                        | ۷-     |